# Alphasat
Alphasat is de grootste communicatiesatelliet die ooit gebouwd werd en is het grootste private ruimteproject dat ooit in Europa verwezenlijkt werd. Het is opgezet als uitbreiding van het globale mobiele telecommunicatienetwerk van Inmarsat (Verenigd Koninkrijk). ESA en Inmarsat gingen een samenwerkingsverband aan voor de verwezenlijking van Alphasat. Alphasat wordt gebouwd door Astrium. De nieuwe generatie geomobiele apparatuur geeft toegang tot de L-band en laat gegevenstransmissie aan hoge snelheid toe voor lucht-, zee- en landtoepassingen in Europa, Azië, Afrika en het Midden-oosten.
Alphasat is ook een test voor het platform Alphabus. Alphabus is een platform met een groot elektrisch vermogen waarop diverse apparaten kunnen bevestigd worden in toekomstige missies. Zo zijn er bijvoorbeeld vier Technology Demonstration Payloads (TDP) die toelaten testen in verband met telecommunicatie uit te voeren in het kader van ESA’s Advanced Research in Telecommunications Systems (ARTES) programma. Dit is een programma dat onderzoek doet op het vlak van telecommunicatie om bandbreedten zo efficiënt mogelijk te gebruiken.
Alphasat in cijfers:
- Lanceerdatum: 25 juli 2013
- Lanceergewicht: 6,6 ton (3,5 ton nuttige massa)
- Zonnecellen: spanwijdte 40 meter
- Elektrisch vermogen: 12 kW
- Platform: Alphabus
- Positie: geostationaire baan 25°oost
- Draagraket: Ariane 5 ECA
- Lanceerbasis: ruimtecentrum Kourou, Frans Guyana
- Operationele leeftijd: 15 jaar

## Doelstellingen

### Voor de ESA
- Test van het nieuwe Alphabusplatform in reële omstandigheden, voor de telecommunicatiemarkt.
- Test van vier TDP’s, ontwikkeld door het ARTES team van de ESA.
- Stimulering en support voor platformtechnieken.

### Voor de commerciële operator Inmarsat
- Demonstratie van het gebruik van de L-band, die een grotere capaciteit biedt en zo communicatie toelaat in druk gegevensverkeer.
- Uitbreiding van de L-bandinfrastructuur tot in de jaren 2020.
- Nieuwe mogelijkheden wat betreft doeltreffendheid en middelen.
- Biedt nieuwe mogelijkheden voor afgelegen gebieden.

## Nieuwe mogelijkheden
Alphasat is het meest ambitieuze partnerschap tussen publieke ondernemingen en de industrie dat ooit ondernomen werd in Europa. Het is in staat meer en betere diensten te leveren dan enige andere satelliet die ooit ontwikkeld werd in Europa. Zij belichaamt Europa’s antwoord op de vraag naar meer bandbreedte door een nieuwe generatie satelliet te ontwikkelen.
Bovendien laat Alphasat toe aan ESA om het nieuwe Alphabusplatform in gebruik te nemen. Alphabus is een project dat ontwikkeld werd door Astrium en Thales Alenia Space, samen met ESA en het Franse ruimtecentrum Centre national d'études spatiales (CNES).

## Experimenten

### Optische communicatie
Het optisch communicatiesysteem (TDP1) stuurt via laser de gegevens van observatiesatellieten in lage baan (LEO of Low Earth Orbit) naar geostationaire satellieten (GEO of Geostationary Orbit). De snelheid bedraagt 1,8 Gigabit per seconde.  Een Ka-band zender stuurt ze dan naar de grondstations. 
Het is de voorloper van een Europees datatransmissiesysteem dat tijdsvertragingen voorkomt in de transmissie van grote hoeveelheden gegevens.  Lasers doen dat veel efficiënter dan radiogolven, zo'n 5000 keer sneller dan het gemiddelde thuisnetwerk.  De afstanden kunnen wel 45.000 km bedragen.  Het is een noodzaak aangezien de LEO-kanalen overbezet zijn en grote en dure grondantennes zijn overbodig.  Deze overbezetting komt omdat LEO's slechts gegevens naar de aarde kunnen sturen wanneer zij een 'direct' zicht op het grondstation hebben.  Dit gebeurt slechts gedurende tien minuten ofwel tien procent van de omlooptijd.  De rest van de tijd moeten de gegevens opgeslagen worden.

### Het Aldo Paraboni Q/V Communicatie en Voortplantingsexperiment
Dit experiment (TDP5) probeert nieuwe frequenties uit.  De Q/V-band, de Ka-band en de Q-band worden getest, vooral wat de voortplanting doorheen de aardatmosfeer betreft.  Aldo Paraboni was een Italiaan die de Q- en de V-band (38 en 48 GHz) onderzocht.  Deze banden hadden last van demping ten gevolge van de waterdamp in de atmosfeer.

### Een nieuw stervolgsysteem
Stervolgers (TDP6) zorgen voor de positiebepaling en de oriëntatie van satellieten.  Het systeem dat op Alphasat getest wordt heeft een actieve pixeldetector.  Elke pixel kan afzonderlijk uitgelezen worden wat een zeer grote nauwkeurigheid geeft.  Het systeem is tevens resistent tegen de straling die er heerst op geostationaire banen.  Het systeem werkt ook samen met TD1 want door de zeer nauwe bundeling, is een zeer nauwkeurige positionering nodig om een laserstraal te kunnen ontvangen.

### Stralingssensor
TDP8 is een experiment van het Portugese Efacec.  Het bestudeert het effect van straling op elektronische componenten met het oog op de ontwikkeling van stralingsresistente materialen in de toekomst.